# Anna Shaffer
Anna Shaffer (Londra, 15 marzo 1992) è un'attrice britannica.

## Biografia
Nata e e cresciuta a Londra, Anna Shaffer ha fatto il suo debutto cinematografico interpretando Romilda Vane negli ultimi tre film della saga di Harry Potter: Harry Potter e il principe mezzosangue, Harry Potter e i Doni della Morte - Parte 1 e Parte 2. Successivamente l'attrice ha lavorato prevalentemente in campo televisivo, a partire dalla soap opera Hollyoaks, in cui interpretò Roby Button per oltre duecento episodi tra il 2011 e il 2018. Dopo aver recitato nelle serie TV Glue, Class e Fearless, nel 2019 la Shaffer ha interpretato Triss Merigold nella serie di Netflix The Witcher.

## Filmografia

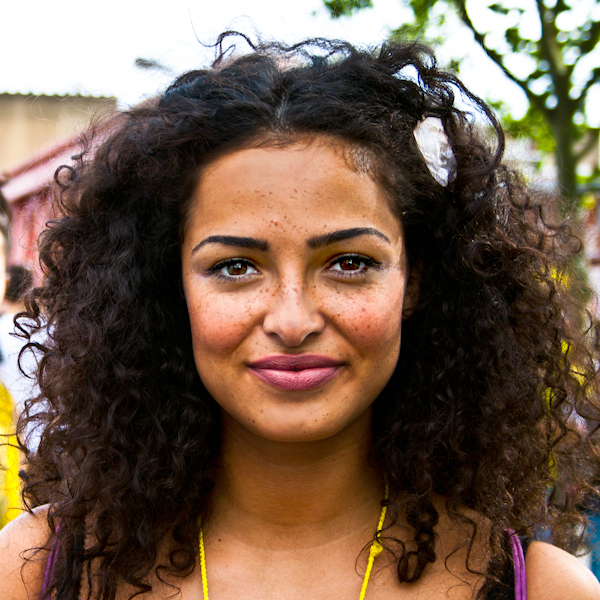
Shaffer nel 2011

### Cinema
- Harry Potter e il principe mezzosangue (Harry Potter and the Half-Blood Prince), regia di David Yates (2009)
- Harry Potter e i Doni della Morte - Parte 1 (Harry Potter and the Deathly Hallows - Part 1), regia di David Yates (2010)
- Harry Potter e i Doni della Morte - Parte 2 (Harry Potter and the Deathly Hallows - Part 2), regia di David Yates (2011)
- Vengeance, regia di Ross Boyask (2018)

### Televisione
- Flatmates, regia di Michael Eagle-Hodgson – film TV (2014)
- Hollyoaks – serie TV, 241 episodi (2011-2018)
- Glue – miniserie TV, episodio 1x02 (2014) – non accreditata
- Jesus Code – serie TV (2015)
- Cuckoo – serie TV, episodio 3x05 (2016)
- Class – serie TV, 2 episodi (2016)
- Zapped – serie TV, episodio 2x02 (2017)
- Fearless – serie TV, 4 episodi (2017)
- The Witcher – serie TV, 12 episodi (2019-in corso)

### Cortometraggi
- Shakespeare on Mortality, regia di Jordan Rossi (2015)
- The Locke Inn, regia di Jeremy Edwards (2016)
- Love Pool, regia di Asim Chaudhry (2018)
- Medusa's Ankles, regia di Bonnie Wright (2018)

## Doppiatrici italiane
- Alessia Amendola[3] in The Witcher[4]